# Xã Liberty, Quận Kearney, Nebraska
Xã Liberty (tiếng Anh: Liberty Township) là một xã thuộc quận Kearney, tiểu bang Nebraska, Hoa Kỳ. Năm 2010, dân số của xã này là 139 người.